# يمير (قمر)
Ymir أو زحل التاسع عشر هو قمر رجعي الحركة وقمر غير نظامي لزحل. الذي اكتشف فيه بريت جلادمان وآخرون. في عام 2000 ، التعيين المؤقتله S/2000 S 1. سمي في آب 2003 ويمير مشتق من الميثولوجيا الإسكندنافية، .
يستغرق مدار هذا القمر أكثر من 3 سنوات أرضية ويبلغ قطره 18 كيلومتر ويستغرق 3.6 سنة ارضية لكي يستكمل في مدار حول زحل.

صورة ليمير بواسطة CFHT في 23 سبتمبر 2000